# Vilich
Vilich è uno dei 7 quartieri (Ortsteil) di Beuel, distretto urbano (Stadtbezirk) di Bonn, città tedesca nel Land della Renania Settentrionale-Vestfalia.
La località è menzionata per la prima volta nel 942 in un documento di Ottone I. Attorno al 978, per iniziativa dei conti Megingaudo e Gerberga, vi sorse un monastero di canonichesse, eretto in abbazia benedettina da papa Gregorio V nel 996. Ne fu prima badessa Adelaide, che fu sepolta nella chiesa abbaziale che divenne meta di pellegrinaggio.